# بيت عبدة (الرضمة)

تعديل مصدري - تعديل

بيت عبدة هي إحدى قرى عزلة يحير بمديرية الرضمة التابعة لمحافظة إب، بلغ تعداد سكانها 369 نسمة حسب تعداد اليمن لعام 2004.